# Avenue d'Iéna
Pour les articles homonymes, voir Iéna (homonymie).
L’avenue d'Iéna est une voie publique de Paris située dans le quartier de Chaillot du 16e arrondissement.

## Situation et accès

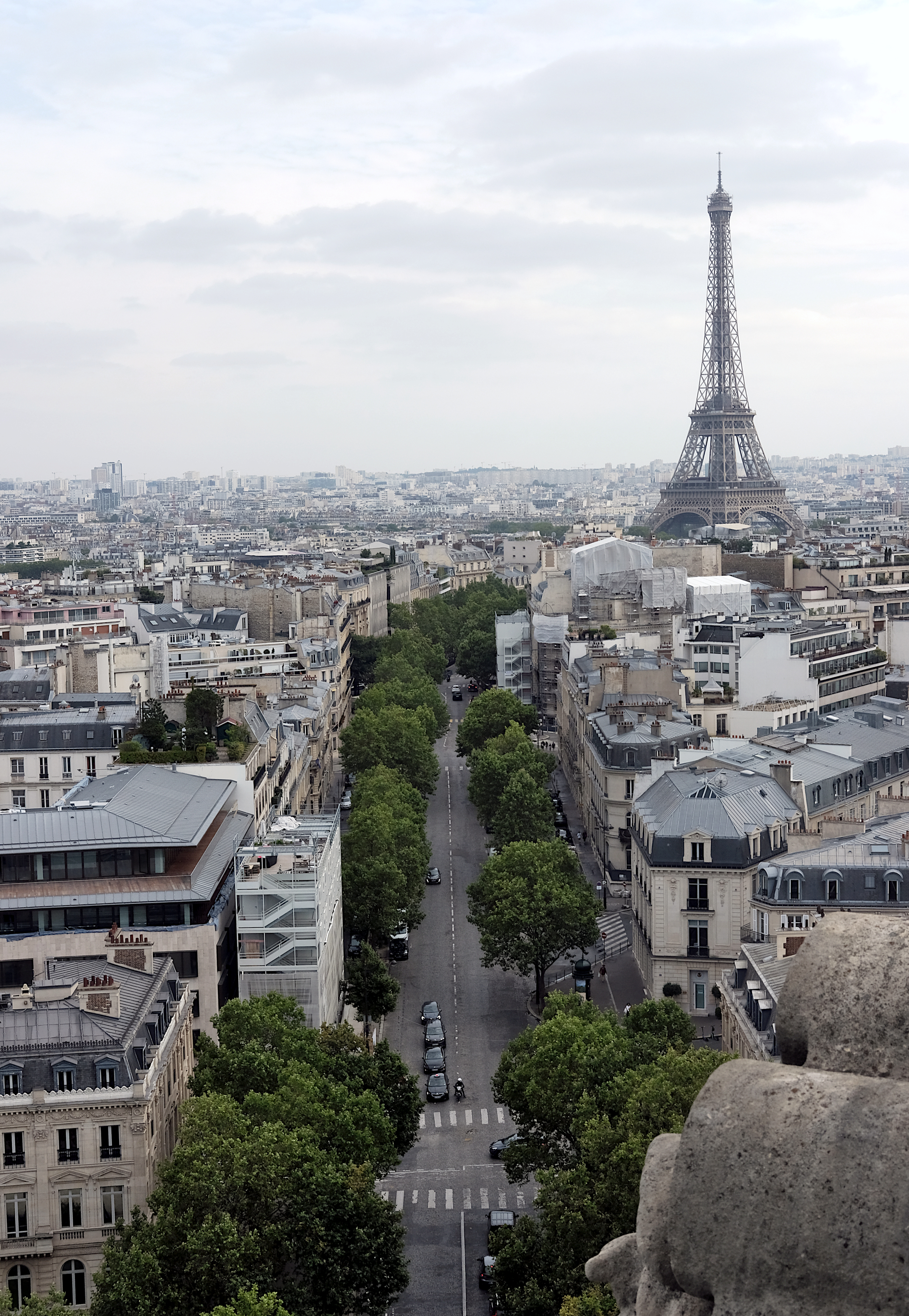
Avenue d'Iéna vue depuis l'Arc de Triomphe.

Longue de 1 140 mètres et large de 36 mètres, elle part du jardin du Trocadéro au niveau du 6, avenue Albert-de-Mun et rejoint la place Charles-de-Gaulle.
Ce site est desservi par les stations de métro Charles de Gaulle - Étoile, Kléber et Iéna.

## Origine du nom
Elle doit son nom au voisinage du pont d'Iéna qui commémore la victoire de la bataille d'Iéna, par Napoléon Ier le 14 octobre 1806.

## Historique
Elle suit approximativement le tracé d’une ancienne rue du village de Chaillot, où se trouvait le pavillon du roi Henri IV et de Gabrielle d'Estrée.
L'avenue a été ouverte, s'agissant de la principale partie (entre le Trocadéro et la rue de Presbourg), par décret du 6 mars 1858, avec une largeur prévue de 40 mètres.
L’avenue d’Iéna a supprimé la rue des Batailles, qui était située entre les actuelles avenue Albert-de-Mun et place d'Iéna.
Le chimiste Charles Derosne avait installé son atelier construction de matériel de distillation au no 7 de cette rue en 1818. Cet atelier progressivement étendu jusqu'au quai Debilly était le siège social et l'usine de la Société Ch.Derosne et Cail, ensuite société Cail qui construisait du matériel pour les sucreries, des machines-outils puis, à partir de 1844, des locomotives, dont les célèbres Crampton. L'usine Cail était la plus importante entreprise industrielle de Paris, employant 1 500 ouvriers dans les années 1850.
L'usine fut détruite par un incendie en 1865 et les ateliers transférés à l'usine de Grenelle. L'usine de Chaillot ne fut pas reconstruite  et le terrain des installations abandonnées situé entre les nos 2 à 12 de l'avenue d'Iéna (et au-delà le long de l'actuelle avenue du Président-Wilson jusqu'au magasin des subsistances militaires à l'emplacement de l'actuel palais de Tokyo) et la Seine fut loti  en 1877,.
De somptueux hôtels particuliers furent construits de ce côté de l'avenue, comprenant à l'arrière une terrasse soutenue par un mur longeant la rue Fresnel où la hauteur des constructions de l'autre côté fut limitée pour laisser une vue dégagée sur la Seine et la ville.
Un arrêté préfectoral du 20 décembre 1961 a attribué le nom de place de l'Uruguay au débouché des rues Galilée et Jean-Giraudoux sur l'avenue d'Iéna, côté pair.

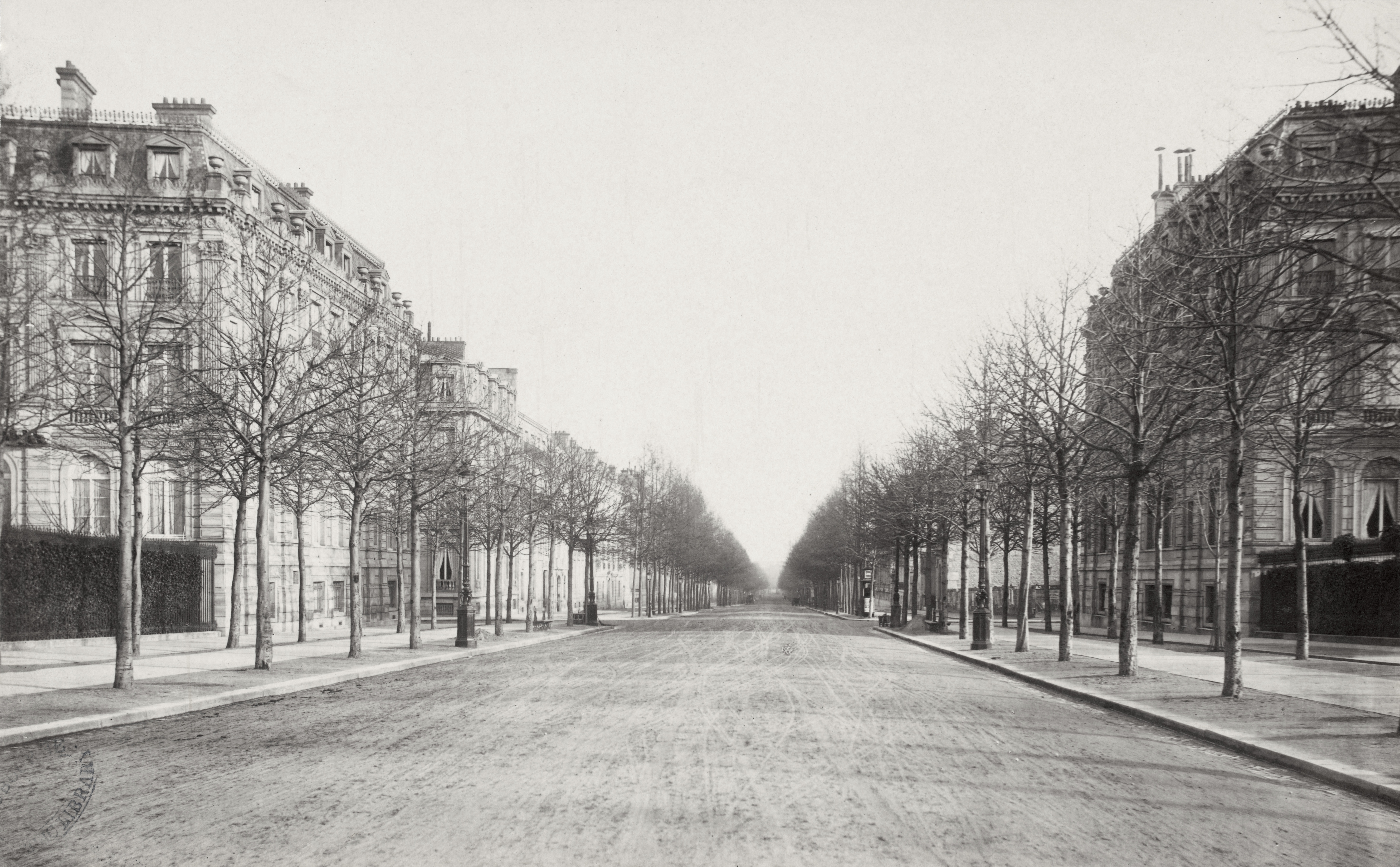
L’avenue vers 1870 (photo de Charles Marville).
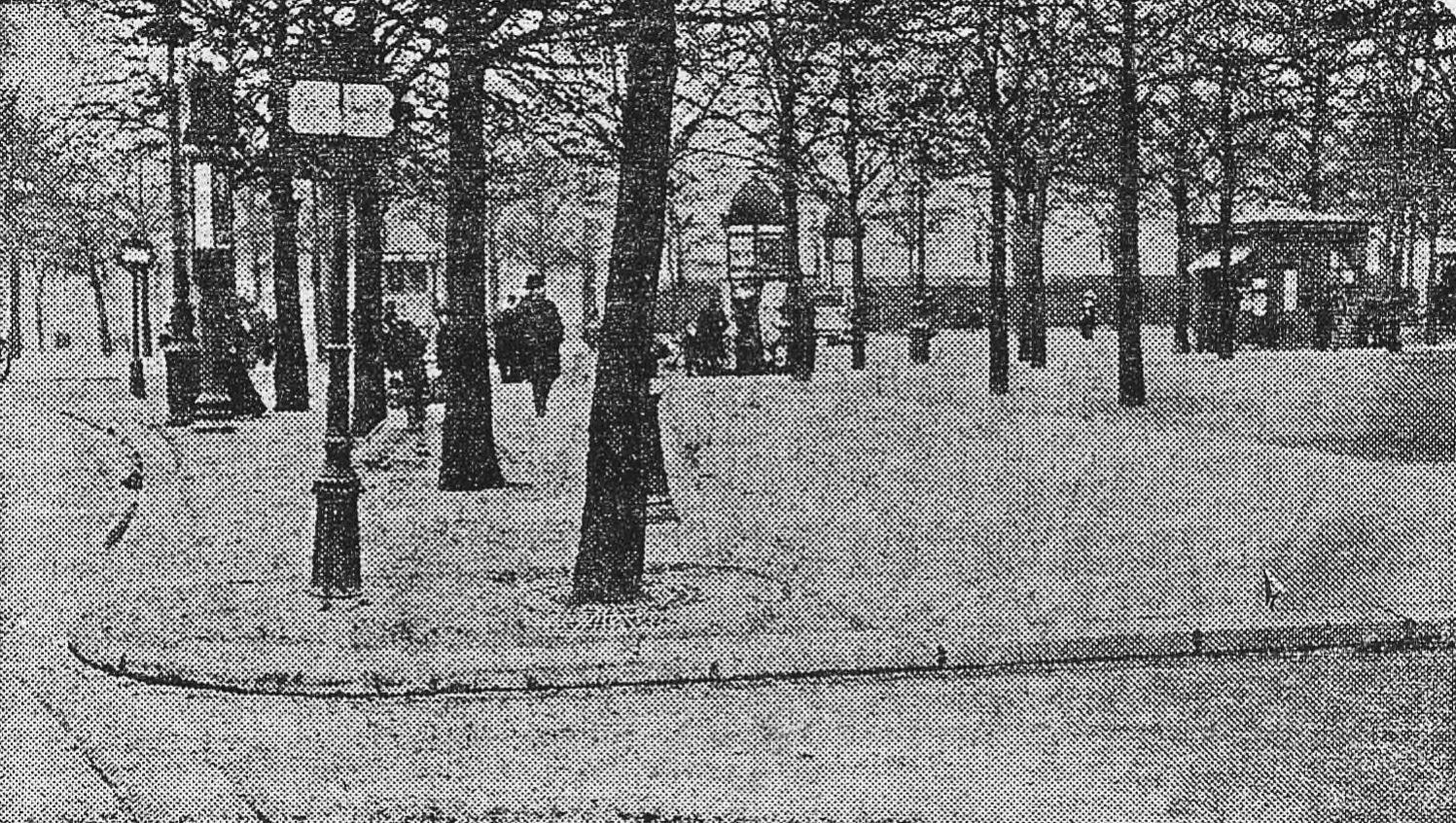
Emplacement où a été attaqué Armand Fallières (L'Humanité, 1908).
L'avenue vue depuis l'arc de triomphe de l'Étoile.

## Bâtiments remarquables et lieux de mémoire
- no 1 : palais d'Iéna. Siège du Conseil économique et social, édifié par l'architecte Auguste Perret.
- no 2 (angle de l'avenue d'Iéna et de l'avenue Albert-de-Mun) : emplacement où s’élevait le vaste hôtel construit en 1884 par l’architecte Emmanuel Brune pour l'homme politique Daniel Wilson. Devenu ensuite la résidence privée de l'ambassadeur des États-Unis puis celle du vicomte G. de Kergariou (1910). Détruit pour laisser la place à un immeuble moderne, il n'en reste que le mur d’enceinte, sommé de grilles. Le Centre culturel coréen y siège jusque début 2020.
- no 4 : hôtel Sanchez de Larragoiti, construit en 1897-1898 par l'architecte Xavier Schoellkopf (1870-1911), qui signe là sa première œuvre connue, dans un style Art nouveau précoce. Le projet avait été initialement conçu par le prédécesseur de Schoellkopf, l'architecte Édouard Georgé (1856-1897). Vendu sans doute peu après son achèvement, l'hôtel fut transformé par l'architecte Gustave Rives, qui supprima l'ensemble des décorations Art nouveau pour les remplacer par un style néo-Louis XV plus convenu. Aujourd'hui ambassade d'Iran en France.
- no 6 : hôtel de Cambacérès. « J'ai gardé un souvenir très exact, écrit André Becq de Fouquières, de la redoute dont cette belle demeure fut le cadre au printemps de 1913 et je revois encore le comte de Jarnac, oncle du maître de maison, recevant les dames masquées et revêtues de dominos pervenche, qui lui remettaient leurs cartes d’invitation nominatives et dissimulaient leur anonymat sous le velours et sous la soie. Sur la terrasse, la comtesse Stanislas de Montebello aidait son frère à faire les honneurs de la soirée. Il y avait là tout l'armorial de France, de nombreux diplomates ; et je me souviens que cette nuit-là je vis pour la dernière fois avant la guerre, dans laquelle ils devaient jouer le rôle que l'on sait, les princes Sixte et Xavier de Bourbon-Parme[4] ». Actuellement siège de la société EPI[5].
- no 8 : ancien hôtel particulier de la famille Philippe (le baron Philippe de Rothschild fut locataire du 1er étage pendant de nombreuses années). Il fait maintenant partie de l'hôtel Shangri La.

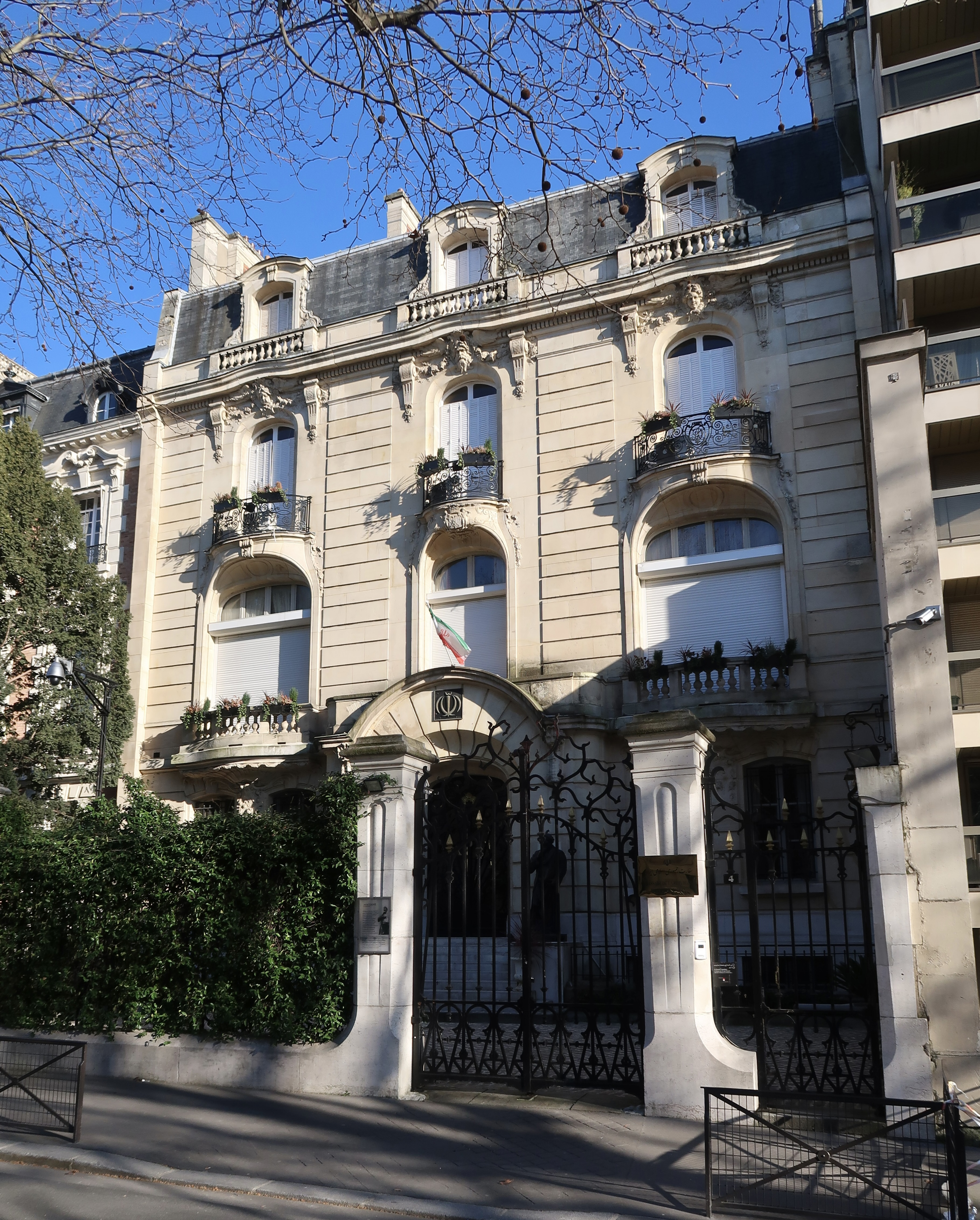
no 4.
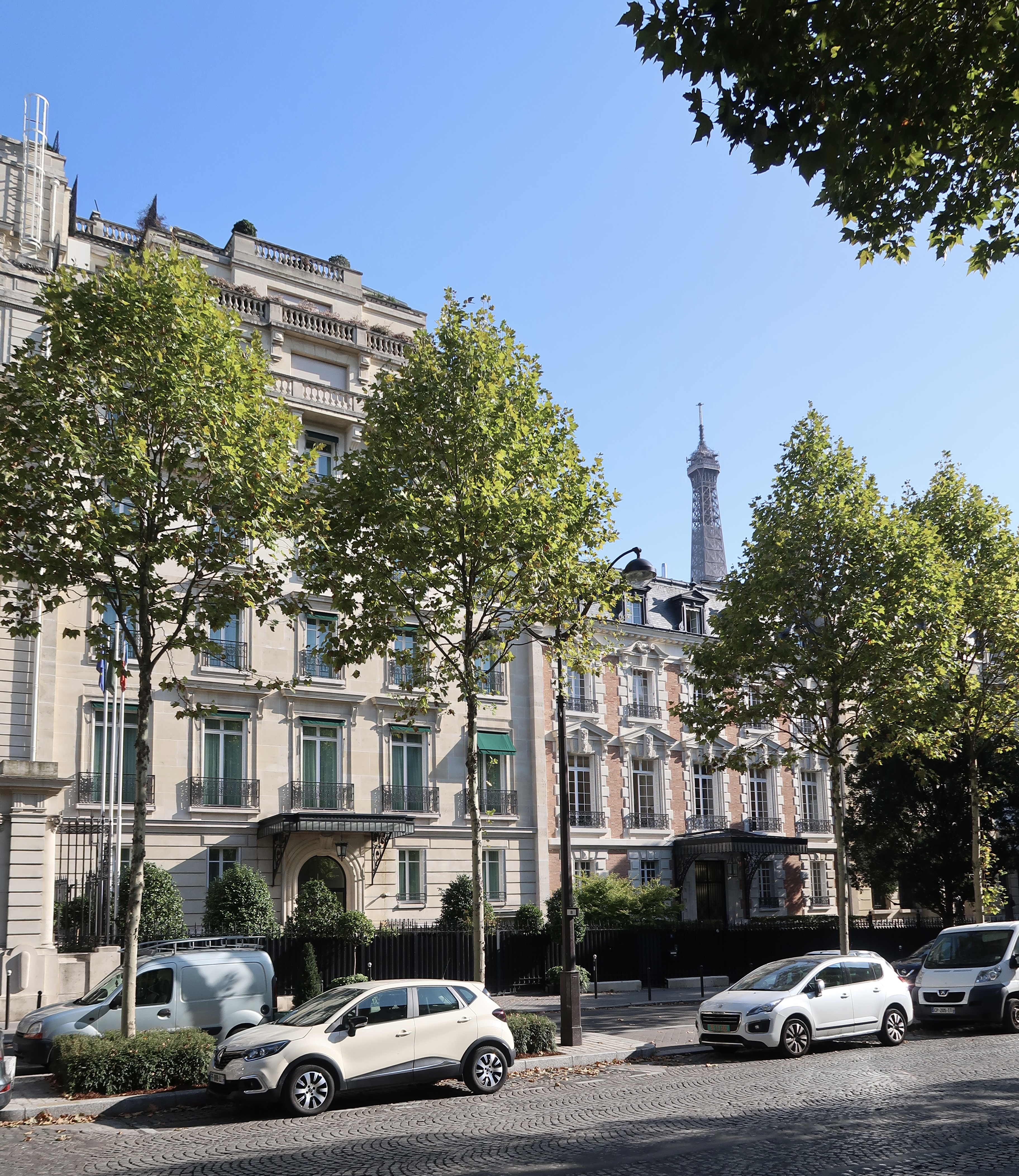
Nos 6-8.
No 10.
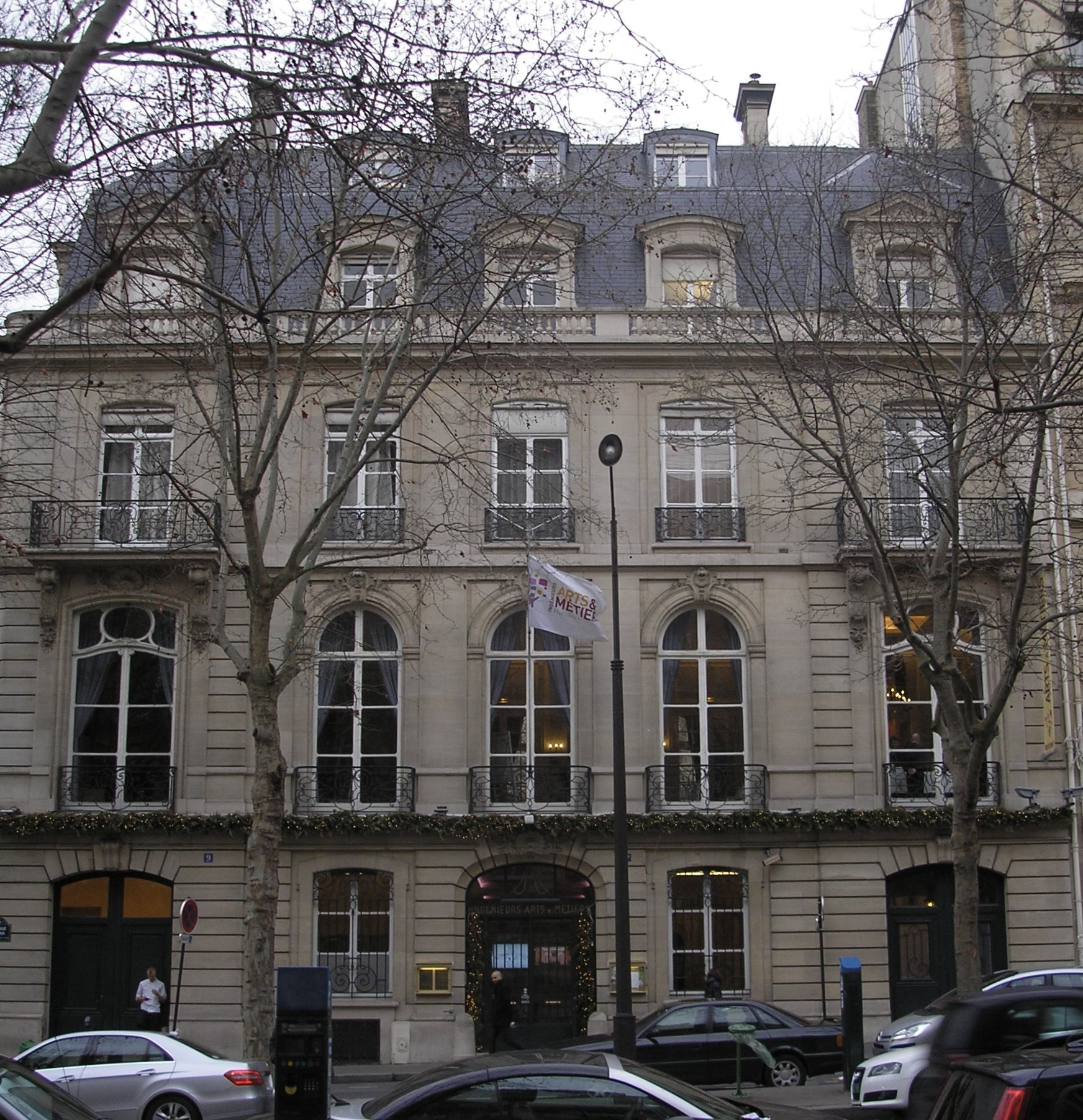
Hôtel Singer.

- Nos 9 et 9 bis : hôtel Singer. Hôtel particulier du banquier Louis Singer (1857-1932), fils de Flore Singer, et de son épouse Thérèse Stern. Aujourd'hui siège de la société des ingénieurs Arts et Métiers, les Gadzarts. D’un grand luxe, il renferme un restaurant ouvert au public.
- No 10 : l’hôtel du prince Roland Bonaparte — édifié entre 1892 et 1899 par l’architecte Ernest Janty, modifié en 1929 par Michel Roux-Spitz — abritait une riche collection de souvenirs napoléoniens, une bibliothèque scientifique de 150 000 volumes abritée dans quatre salles ornées de riches boiseries et le célèbre herbier du maître des lieux. 
Sa fille, la psychanalyste Marie Bonaparte, devenue princesse de Grèce et de Danemark du fait de son mariage avec Georges de Grèce, née en 1882 à Saint-Cloud, y séjourna ensuite souvent. Marie Bonaparte y donna naissance à son fils le prince Pierre de Grèce (1908-1980) ainsi qu’à sa fille Eugénie de Grèce (1910-1989)[6].
Sir Charles Mendl et Lady Mendl y occupèrent un appartement. Le peintre Jean-Gabriel Domergue y eut son atelier. L’hôtel fut acheté en juillet 1925 par la Compagnie universelle du canal maritime de Suez. Après avoir abrité le siège d’Ubifrance, agence française pour le développement international des entreprises, l’hôtel particulier a été vendu en 2005 au groupe Shangri-La Hotels and Resorts, basé à Hong Kong, qui a entrepris de le transformer en un hôtel de luxe de 109 chambres dont 40 suites. La maîtrise d'œuvre des travaux est assurée par l'architecte Richard Martinet et le décorateur Pierre-Yves Rochon. Le Shangri-La Paris est inauguré le 17 décembre 2010 et reçoit la distinction de palace en 2014.

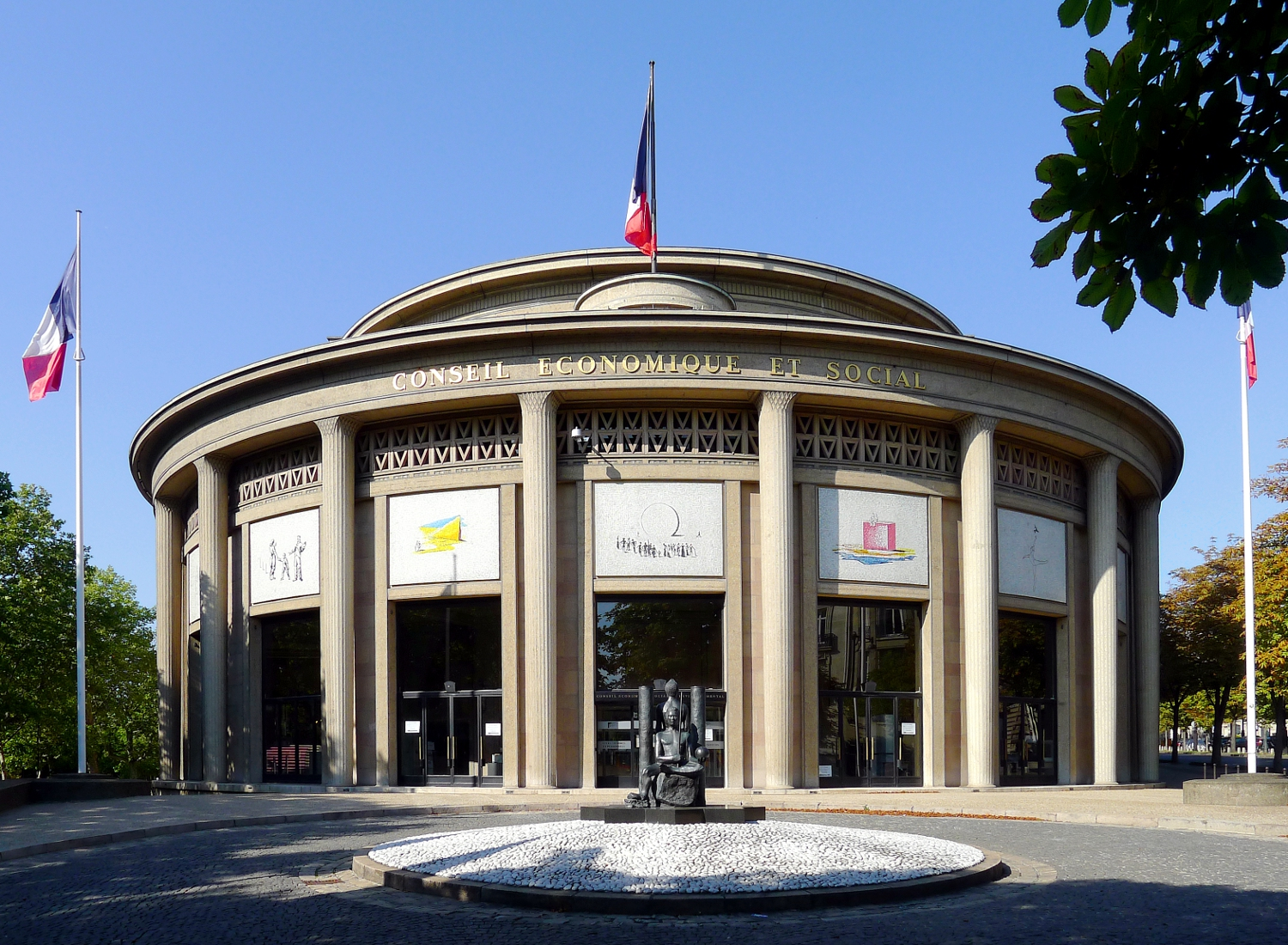
Rotonde du palais d'Iéna, no 1.

- No 11 : immeuble bâti à l’emplacement de l’hôtel de Charles Ephrussi. L'aristocrate russe Irina Pavlovna Paley (1915-1990) y est née.
- No 12[7] : correspond à l’ancienne demeure où Honoré de Balzac s’était réfugié  vers 1836 pour fuir ses créanciers et qui était à l’époque le 13, rue des Batailles (ancien nom de cette partie de l'avenue d'Iéna).
- No 17 : immeuble moderne bâti à l'emplacement de l'hôtel de M. de Jonge. Abrite l’Institut Goethe de Paris.
- No 19 : hôtel particulier construit en 1913 par René Sergent pour Alfred Heidelbach, de style néo-classique à l’emplacement d’un hôtel appartenant au comte d’Anthouard de Vraincourt. Il abrite aujourd’hui le Panthéon bouddhique - Hôtel Heidelbach, musée annexe du musée Guimet.

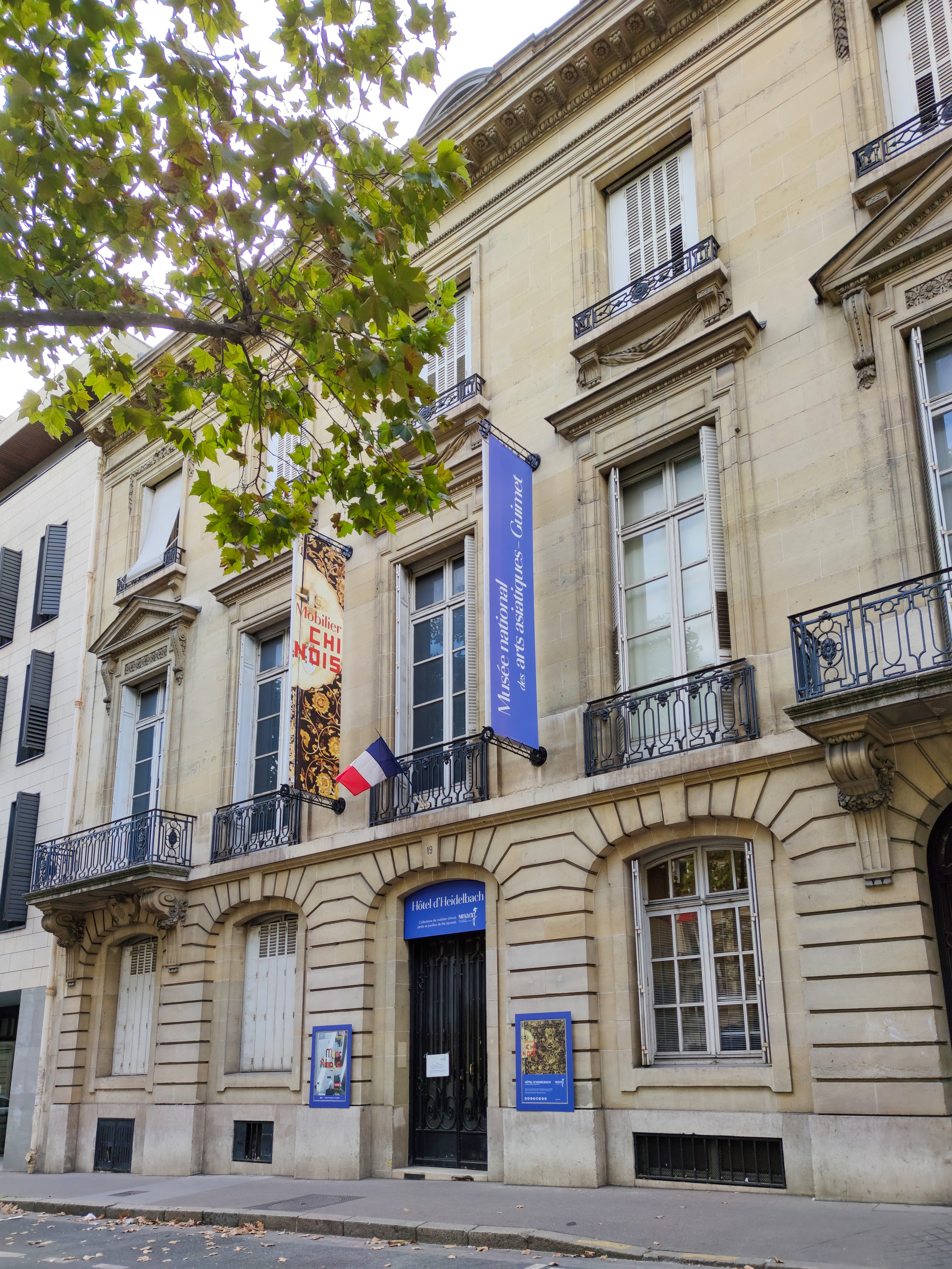
No 19 : Panthéon bouddhique - Hôtel Heidelbach.
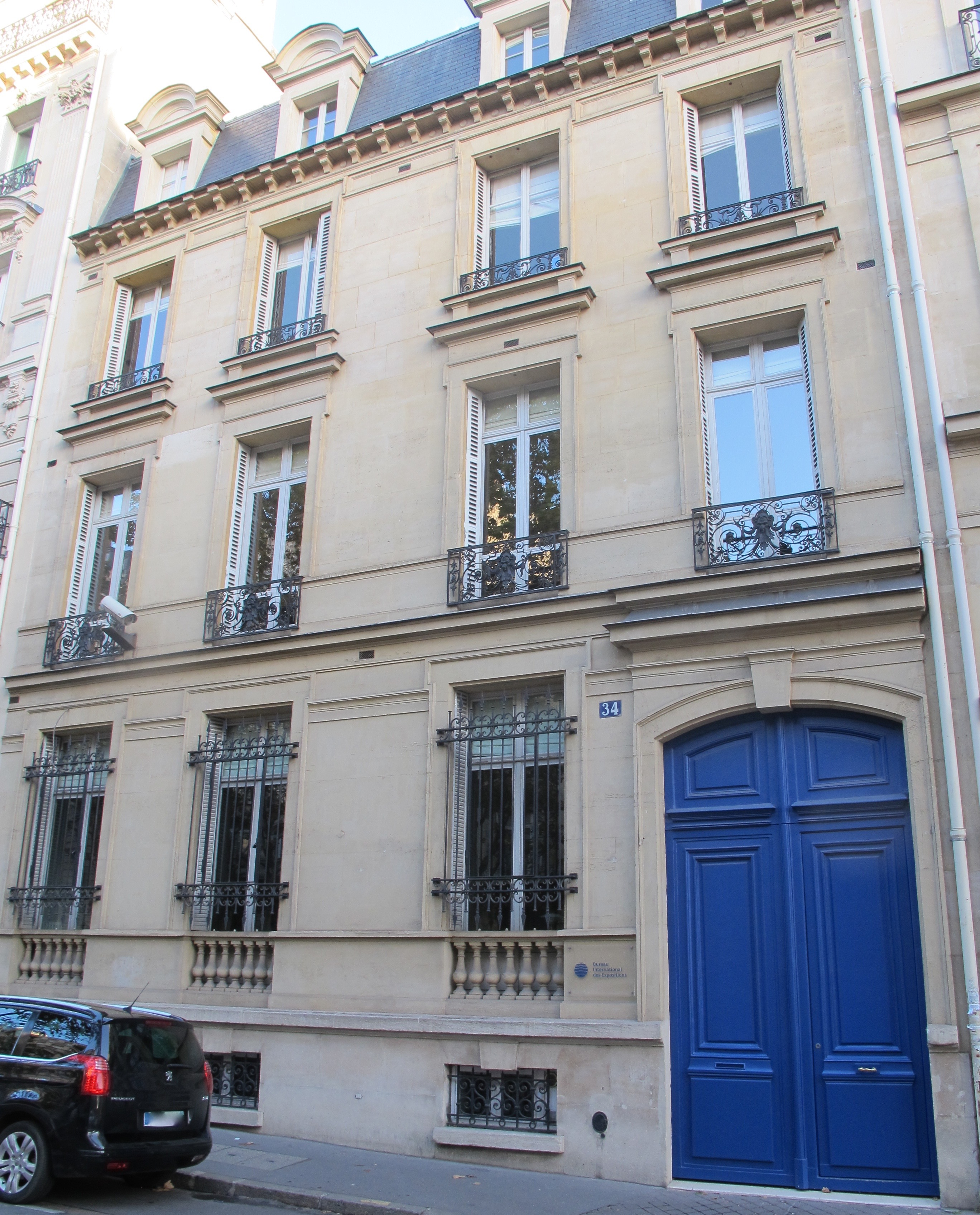
No 34 : siège du Bureau international des Expositions.
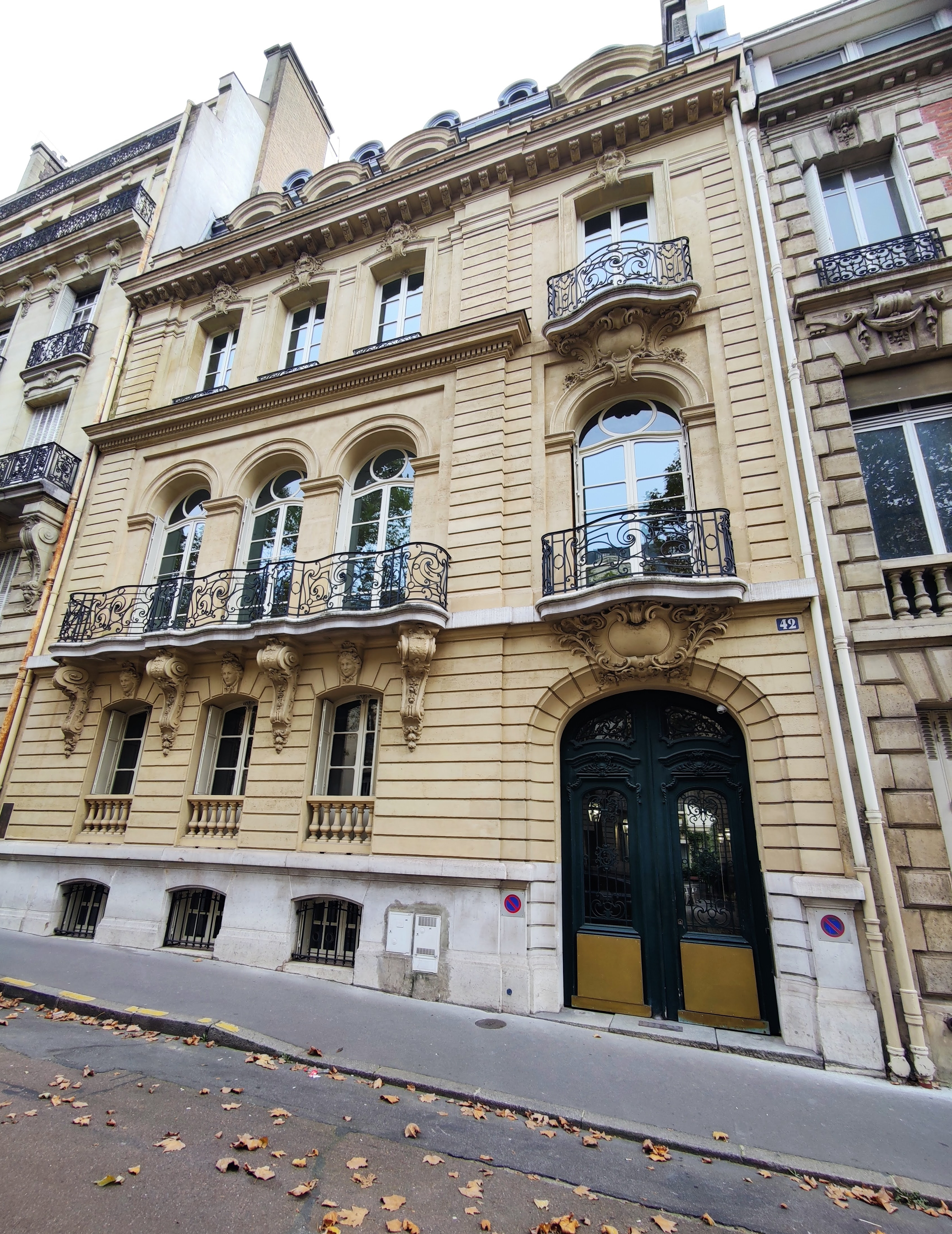
No 42.

- No 21 bis : 
  - délégation permanente de Sainte-Lucie à l'UNESCO.
  - domicile d'André Dupré de Baubigny (1896-1975), dit André de Baubigny, colonel de l'armée de l'air, commandeur de la Légion d'honneur, croix de guerre 1914-1918 et 1939-1945, croix de combattant volontaire de la Résistance.
- No 23 : ancien hôtel de Mme L. Chiris.
- No 30 : hôtel privé. C’est de la fenêtre gauche (vu de la rue) du premier étage de cet immeuble, qui abritait son quartier général de campagne, que Jacques Chirac salua ses partisans le soir de son élection à la présidence de la République le 7 mai 1995. En 2022, Édouard Philippe installe les bureaux de son parti Horizons au cinquième étage[8].
- No 34 : adresse du Bureau International des Expositions.
- No 37 : grand immeuble d'habitation construit à l’emplacement d’un hôtel qui comportait un « vaste jardin » en 1910[9].
- No 38 : intéressant hôtel de style Renaissance bâti pour l’homme politique Georges Cochery, surélevé par l’architecte Charles Letrosne et transformé en immeuble d’habitation.
- No 39 : immeuble de bureaux construit à l’emplacement de l’hôtel de Mme de Polès.
- No 40 : immeuble de style néo-Louis XIII en brique et pierre de taille, construit au milieu du XIXe siècle, constitué de trois bâtiments communiquant entre eux, d’une surface de 1 323,80 m2 et comptant 41 pièces. Anciennement site Félix-Grat, siège de l'Institut de recherche et d'histoire des textes (IRHT) entre 1966 et 2019[10], l'immeuble est mis en vente par l’État en 2023[11].
- No 42 : immeuble construit en 1895 par l’architecte Henri Grandpierre[12].
- no 45 : hôtel de Ségur. Il a appartenu au marquis de Ségur (1853-1916), de l’Académie française.

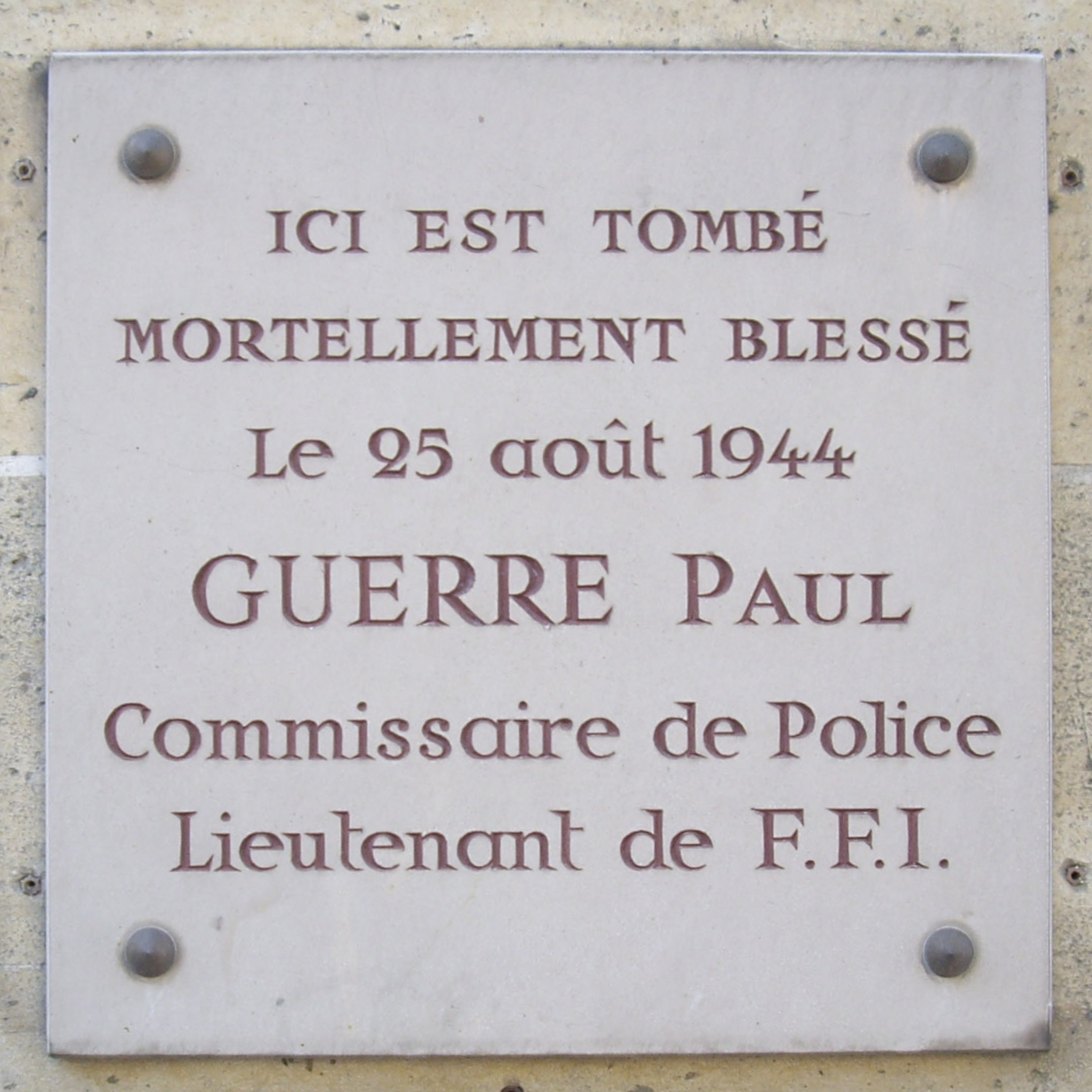
Plaque au no 49, en hommage au résistant Paul Guerre, tué pendant la Libération de Paris.

- No 49 : hôtel particulier bâti en 1897 par Ernest Sanson pour Maurice Kann à l’emplacement d’une maison en pierre de taille qui appartenait au docteur Samuel Pozzi. Il subsiste aujourd’hui, quoique dénaturé (siège de diverses sociétés). Ce fut le siège historique du studio Harcourt lors de sa création en 1938, jusqu'à sa vente en 1960.
- No 50 : ambassade d'Oman en France.
- No 51 : hôtel particulier bâti en 1897 par Ernest Sanson pour le financier Rodolphe Kann, acquis par l’homme d'affaires Calouste Gulbenkian en 1923[13] et transformé pour lui par l’architecte Emmanuel Pontremoli et l’agence Mewès[14] et Davis. Il a abrité jusqu'en 2013 l’antenne parisienne de la Fondation Calouste-Gulbenkian.
- No 53 : résidence de la comtesse de Loynes entre 1886 et 1896, puis de l’ingénieur Philippe Bunau-Varilla (en 1910). Siège du ministère (délégué puis de plein exercice) chargé des Droits de la femme dans la première partie des années 1980, sous la présidence de François Mitterrand.
- No 54 : second siège de l'Einsatzstab Reichsleiter Rosenberg pendant l'occupation allemande[15].
- No 56 : hôtel de La Rochefoucauld-Montbel. En 1877, le percement du boulevard Saint-Germain entraîna la démolition de l’hôtel Trumet de Fontarce, datant de 1671, qui se trouvait au 23, rue Saint-Dominique. La famille qui le possédait fit alors construire par l’architecte Germain Salard l’hôtel particulier de l'avenue d'Iéna, sur la façade duquel a été remonté le corps central à fronton de l'hôtel de la rue Saint-Dominique. L'hôtel a ensuite appartenu en 1914 à Emmanuel, prince de La Rochefoucauld-Montbel, qui y a fait effectuer des travaux. Aujourd'hui ambassade d'Égypte en France[16].

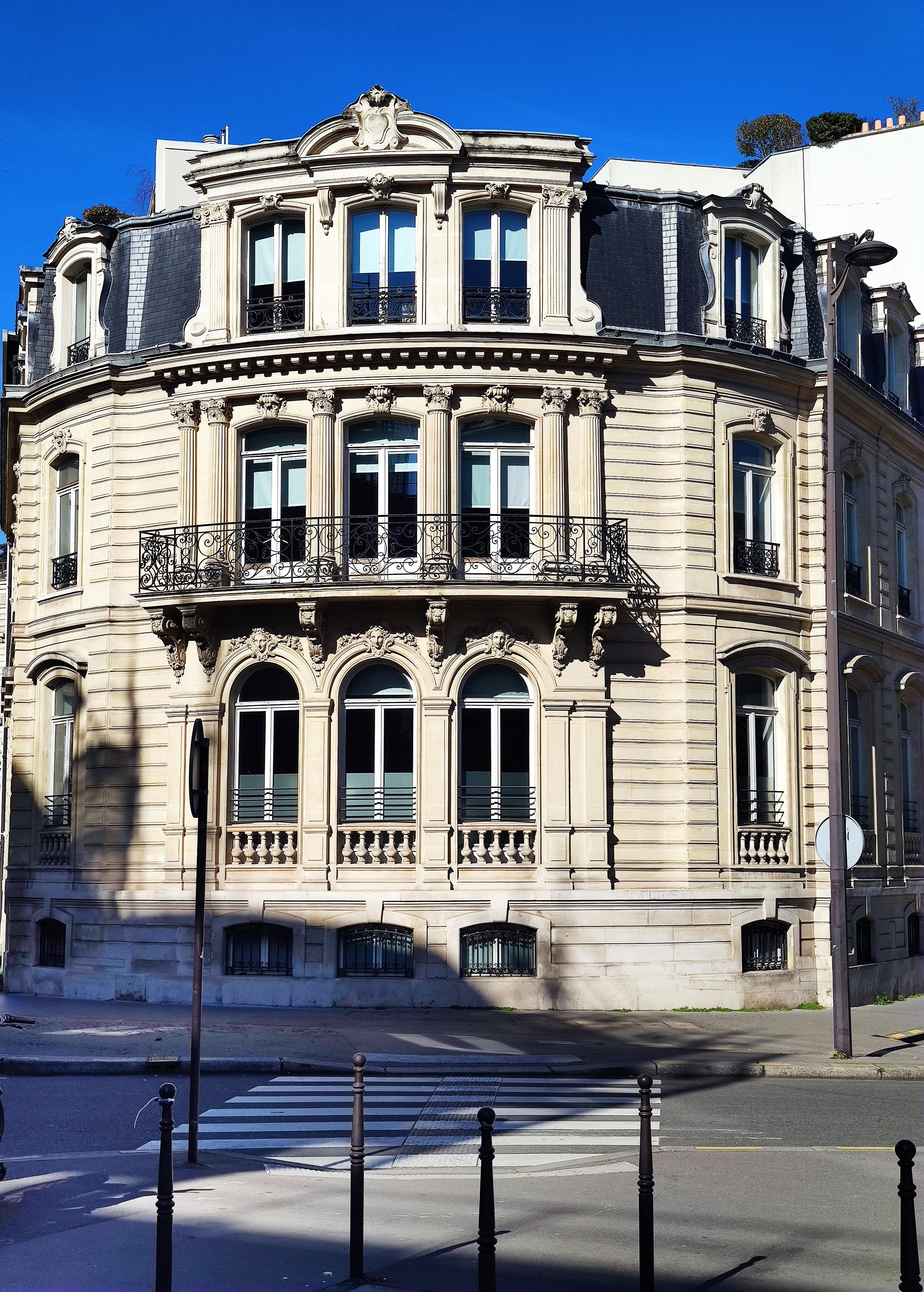
No 53.
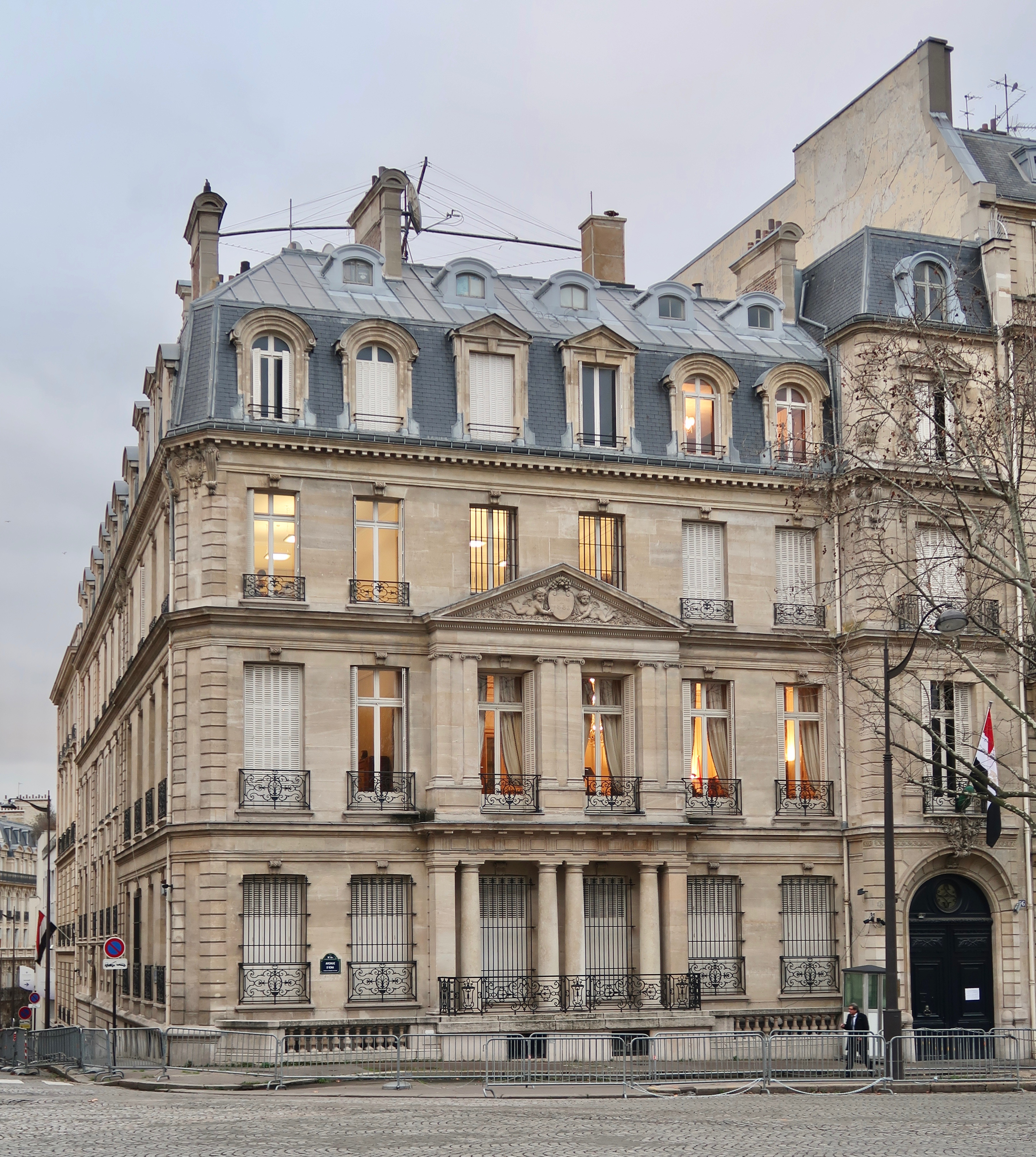
No 56.
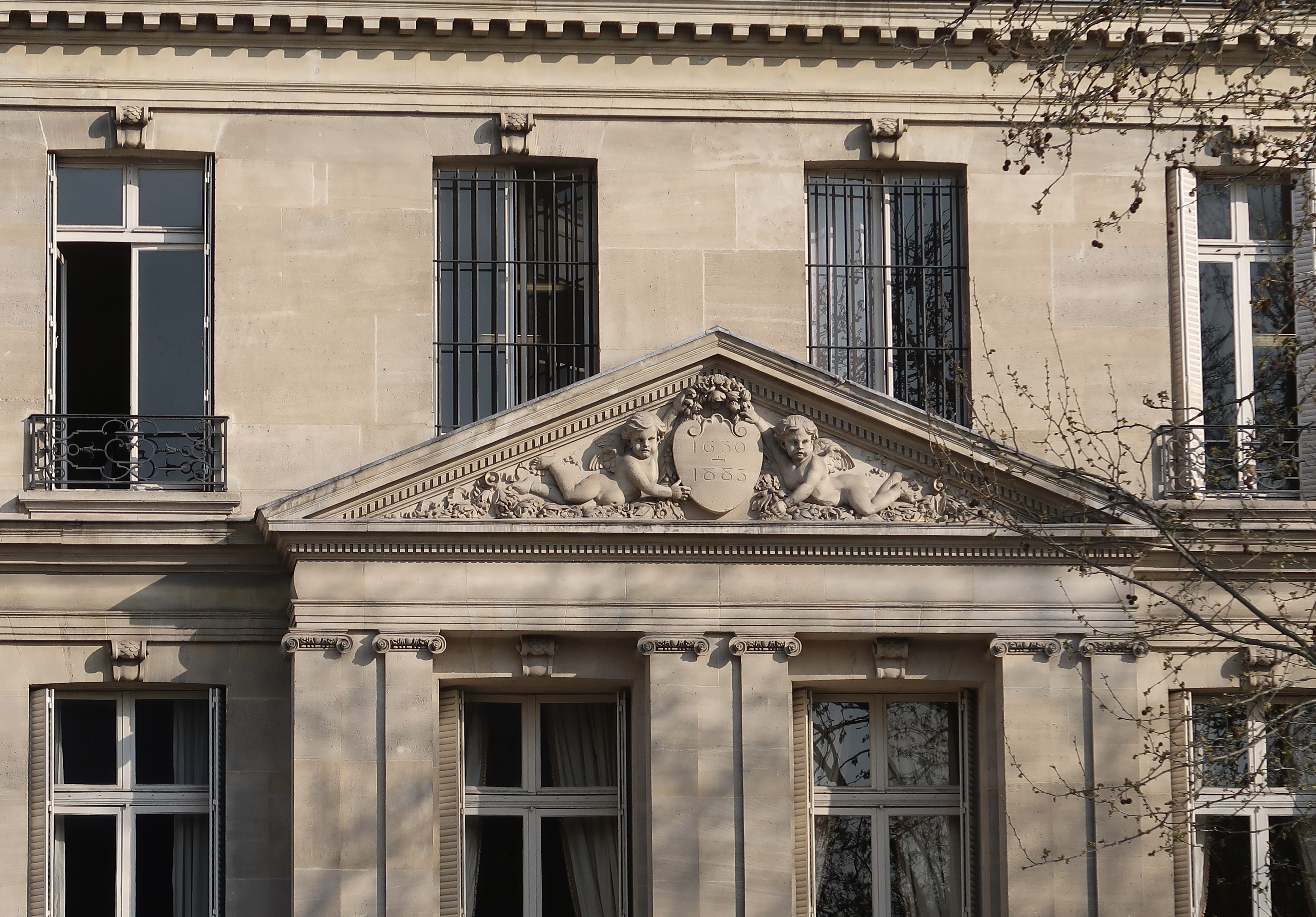
Fronton du no 56.

- No 66 : bureaux de la Banque mondiale et du Fonds monétaire international à Paris.
- No 78 : ambassade d'Azerbaïdjan en France.
- No 94 : immeuble d'habitation construit à l’emplacement de l'hôtel de Galliffet.
- No 96 : immeuble de bureaux construit à l'emplacement de l'hôtel d'Achille Fould.
Entre 1946 et 1965, la Maison de l'Amérique latine y a eu son premier siège[17].